# Isla Busuanga
Isla Busuanga es la isla más grande de las Calamianes en la Provincia de Paragua, en Filipinas. Busuanga es, de hecho, la segunda isla más grande de la provincia después de Palawan propiamente dicha. La isla está situada a medio camino entre las islas de Mindoro y Palawan, con el Mar del Sur de China en el oeste y el Mar de Sulu al sureste. Al sur de la isla están las otras dos islas principales del Grupo Calamian: Culión y la Isla Corón.
El tercio occidental de la isla está en el municipio de Busuanga y los dos tercios orientales pertenecen a la municipalidad de Corón.